# Вятка (Новосибирская область)
Вятка — деревня в Кыштовском районе Новосибирской области. Входит в состав Кыштовского сельсовета.

## География
Площадь деревни — 36 гектаров.

## Население
| 1868 | 1893 | 1904 | 1911 |
| ---- | ---- | ---- | ---- |
| 138  | 261  | 386  | 360  |

| 2002 | 2007 | 2010 |
| ---- | ---- | ---- |
| 113  | ↘106 | ↘86  |

## Инфраструктура
В деревне по данным на 2007 год функционируют 1 учреждение здравоохранения и 1 учреждение образования.